# Plesiotapirus
Plesiotapirus — викопний рід тапірів з міоцену Азії. Один вид зазвичай вважається дійсним, Plesiotapirus yagii.
Вперше його було описано в 1921 році на основі фрагментів зубних залишків, знайдених в Японії. Скам'янілості P. yagii спочатку були класифіковані як нечинний рід Palaeotapirus. Кращий матеріал, включаючи повний череп, було знайдено в Китаї, і в 1991 році було встановлено рід Plesiotapirus.